# 毛藏乡
毛藏乡，是中华人民共和国甘肃省武威市天祝藏族自治县下辖的一个乡镇级行政单位。

## 行政区划
毛藏乡下辖以下地区：
毛藏村、华山村、泉台村和大小台村。